# Centre (Alabama)
Centre és una ciutat del Comtat de Cherokee a l'estat d'Alabama (Estats Units d'Amèrica).

## Demografia
Segons el cens del 2000, Centre tenia 3.216 habitants, 1.324 habitatges, i 877 famílies. La densitat de població era de 113,2 habitants/km².
Dels 1.324 habitatges en un 24,5% hi vivien nens de menys de 18 anys, en un 49,3% hi vivien parelles casades, en un 13,7% dones solteres, i en un 33,7% no eren unitats familiars. En el 32,8% dels habitatges hi vivien persones soles el 19% de les quals corresponia a persones de 65 anys o més que vivien soles. El nombre mitjà de persones vivint en cada habitatge era de 2,24 i el nombre mitjà de persones que vivien en cada família era de 2,81.
Per edats la població es repartia de la següent manera: un 19,5% tenia menys de 18 anys, un 8,1% entre 18 i 24, un 24% entre 25 i 44, un 23,9% de 45 a 60 i un 24,6% 65 anys o més.
L'edat mediana era de 44 anys. Per cada 100 dones hi havia 81,4 homes. Per cada 100 dones de 18 o més anys hi havia 76,9 homes.
La renda mediana per habitatge era de 24.000 $ i la renda mediana per família de 35.250 $. Els homes tenien una renda mediana de 31.636 $ mentre que les dones 22.035 $. La renda per capita de la població era de 14.997 $. Aproximadament el 18,7% de les famílies i el 26,1% de la població estaven per davall del llindar de pobresa.

## Poblacions properes
El següent diagrama mostra les poblacions més properes.